# Isla Maziwi
Isla Maziwi es una isla sin vegetación muy pequeña rodeada de arrecifes de coral situada a unos 8 km al sureste de la desembocadura del río Pangani en la costa norte de Tanzania. Los registros históricos indican que esta isla era mucho más grande y poseía una vegetación de palmeras y otros arbustos. Debido a la tala de árboles en la isla por parte de los pescadores locales, posiblemente en combinación con el aumento del nivel del mar, cambios en los patrones actuales o el clima, y el uso turístico de la isla para hacer snorkel o buceo, la isla ha experimentado una erosión significativa.
El arrecife de Maziwi fue dejado de lado como una zona de conservación "sin uso" en el marco del Programa de Conservación de la comunidad Pangani/Ushongo en 1994.